# Chris Carney
Christopher P. „Chris” Carney (ur. 2 marca 1959) – amerykański polityk, członek Partii Demokratycznej. W latach 2007–2011 był przedstawicielem dziesiątego okręgu wyborczego w stanie Pensylwania w Izbie Reprezentantów Stanów Zjednoczonych.